# Atletismo nos Jogos Pan-Americanos de 1951 - Arremesso de peso masculino
A prova do arremesso de peso masculino nos Jogos Pan-Americanos de 1951 foi realizada em Buenos Aires, Argentina.

## Medalhistas
| Ouro                           | Prata                      | Bronze                   |
| James Fuchs USA Estados Unidos | Juan Kahnert ARG Argentina | Nadim Marreis BRA Brasil |

## Resultados
| Posição           | Nome                | Nacionalidade      | Marca | Notas |
| ----------------- | ------------------- | ------------------ | ----- | ----- |
| Medalha de ouro   | James Fuchs         | USA Estados Unidos | 17.25 |       |
| Medalha de prata  | Juan Kahnert        | ARG Argentina      | 14.27 |       |
| Medalha de bronze | Nadim Marreis       | BRA Brasil         | 14.07 |       |
| 4                 | Julián Llorente     | ARG Argentina      | 13.55 |       |
| 5                 | Gerardo de Villiers | CUB Cuba           | 13.50 |       |
| 6                 | Fernando Ferrero    | ARG Argentina      | 12.73 |       |
| 7                 | Mauricio Rodríguez  | VEN Venezuela      | 11.97 |       |